# Technologiezentrum Oberhausen

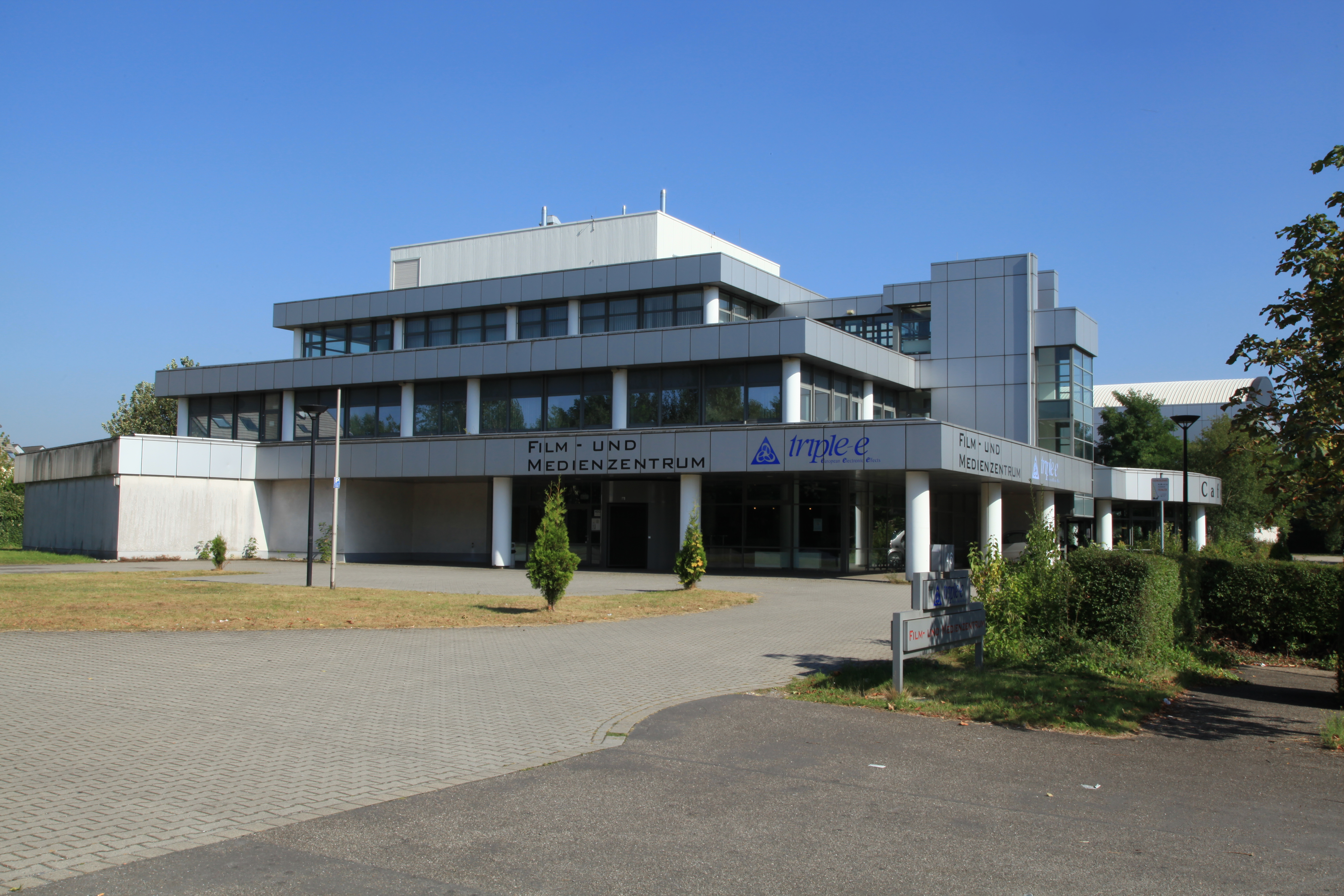
HDO/Triple-e an der Vestischen Straße in Oberhausen

Das Technologiezentrum Oberhausen (englisch: High Definition Oberhausen; kurz HDO)  war ein Filmstudio in Oberhausen. Gedacht war es als Leuchtturmprojekt, um den Strukturwandel im Ruhrgebiet voranzutreiben. Es sorgte jedoch kaum durch Filmproduktionen für Aufsehen als vielmehr durch groß angelegten Subventionsbetrug zu Lasten des Landes Nordrhein-Westfalen und der Bundesrepublik Deutschland. Der Schaden für den Steuerzahler wird auf über 100 Millionen DM geschätzt, bei gerade einmal 25 Mitarbeitern.

## Geschichte des Unternehmens
Gegründet wurde HDO 1991 unter finanzieller Beteiligung der ehemaligen SED-Funktionäre Gerd Pelikan und Lothar Bisky – vermutlich mit Geldern aus dem Vermögen der SED –, des Philips-Konzerns und mit Fördermitteln des Landes. Als erster Geschäftsführer fungierte der Regisseur Michael Pfleghar. Nachdem 1998 wiederholt finanzielle Schwierigkeiten aufgetaucht waren, musste sich erstmals der nordrhein-westfälische Ministerpräsident Wolfgang Clement in einem Untersuchungsausschuss für die Angelegenheit rechtfertigen. Clement hatte als Leiter der Staatskanzlei die Gründung der HDO maßgeblich vorangetrieben. Weil der öffentliche Druck weiter stieg, wechselte HDO schließlich auf Betreiben der Staatskanzlei in den Besitz eines US-amerikanisch-israelischen Konsortiums um den Investoren Ligad Rotlevy, der sich auf einschlägige Erfahrungen und gute Kontakte zum Unternehmen Digital Domain berufen konnte. Der Verkauf wurde wiederum großzügig mit Sicherheiten und Fördermitteln durch das Land begleitet. Statt in das Unternehmen flossen die bereitgestellten Gelder jedoch größtenteils ins Ausland ab. Bereits nach drei Jahren stand HDO wieder vor der Pleite.
Die letzten Eigentümer wurden die Brüder Bernd und Helmut Breuer, zwei Bauunternehmer, die 1990 über die Hürther Magic Media Company ins Fernsehgeschäft gekommen waren. Sie gaben der HDO im Umfeld der Landtagswahlen 2001 zunächst einen Kredit von 1,4 Millionen DM, um Wolfgang Clement zu stützen, der bei einer Pleite seines Vorzeigeprojekts den Verlust der Wahl fürchtete. Dieses Geschäft kam unter Vermittlung von Helmut Thoma zustande, der von 1998 bis 2002 als Medienberater von Wolfgang Clement fungierte. Als die Rückzahlung des Kredits ausblieb, nahmen die Brüder stattdessen ein Angebot aus der Staatskanzlei an, HDO ganz zu übernehmen. Nach eigener Auskunft handelten sie dabei in dem Glauben, dass das Unternehmen auch weiterhin durch die Landesführung protegiert werde. Stattdessen wurden sie jedoch schnell von offenen Forderungen überrollt und verloren insgesamt mehr als 13 Millionen DM. Ein tragfähiges Geschäftsmodell existierte nicht. Im Jahr 2008 verklagten sie das Land Nordrhein-Westfalen auf Schadensersatz in Höhe ihrer Verluste.
Die ehemaligen Betriebsgebäude in Oberhausen standen lange leer und wechselten seit 2005 mehrfach den Besitzer.